# Вальдман, Андрей Робертович
Андрей Робертович Вальдман (латыш. Andrejs Valdmanis; 8 сентября 1906, Добельский уезд — 9 сентября 1994, Рига, Латвия) — советский и латвийский физиолог животных и птиц, академик АН Латвийской ССР (1963), доктор биологических наук.

## Биография
Родился 8 сентября 1906 года в Добельском уезде. В начале 1920-х годов решил связать свою жизнь с СССР и в то же время переехал в Петроград. В 1924 году поступил в Петроградский молочно-огородный институт, который он окончил в 1929 году под названием Ленинградский молочно-огородный институт. В 1931 году переехал в Загорск, где на протяжении 7 лет работал в НИИ птицеводства и затем принял решение вернуться в Латвию, и вскоре после этого там была провозглашена советская власть. Тяжёлое время ВОВ 1941-45 гг не позволило ему устроиться на работу и лишь в 1947 году устроился на работу в Институт зоотехники и зоологии, где он заведовал лабораторией биохимии и физиологии животных вплоть до 1956 года. В 1956 году устроился на работу в Институт биологии, где он также являлся заведующим аналогичной лаборатории. В 1965 году был избран директором Института биологии, данную должность занимал до 1970 года.
Скончался 9 сентября 1994 года в Риге.

## Научные работы
Основные научные работы посвящены изучению биологических и физиологических основ витаминного питания и обмена веществ сельскохозяйственных животных и разработке рекомендаций по их кормлению.
- Впервые установил активный биосинтез аскорбиновой кислоты в организме птиц и описал биотиновую недостаточность у кур.
- Руководитель массового производства комбикормов, обогащённых микроэлементами и другими активными компонентами.
- Руководитель массового производства микробиологических стимуляторов роста, повышающих продуктивность животных и птиц.

## Избранные сочинения
- Вальдман А. Р. Ассимиляция питательных веществ в организме животных.— Рига.: Зинатне, 223 с.: ил